# Хоризонт (манхва)
Хоризонт (кореј. 수평선) јесте вебтун и манхва коју је написао и илустровао Џихун Џунг. Објављивала се 2016. године на платформи Comica, па је пребачена на Webtoon. Поглавља су сакупљена у три тома.
Издавачка кућа Најкула преводи Хоризонт на српски језик од 2024. године.

## Радња
Свет је захваћен ратом. Један дечак, након што је изгубио своју мајку, налази склониште у аутобусу. Ту налази девојчицу, такође саму. Одлучују да се удруже и заједно нађу спас. 

## Франшиза

### Манхва
Вебтун, односно манхву, Хоризонт написао је илустровао Џихун Џунг. Оригинално се серијализовала од 30. марта до 21. јула 2016. године на платформи , а доцније на сајту Webtoon. Поглавља су 10. новембра исте године сакупљена у три тома. Штампу је радила издавачка кућа Ultra Media, у колаборацији са компанијом Jaedam Books.
У Србији, издавачка кућа Најкула је 2024. године најавила превод Хоризонта на српски језик и сва поглавља ће бити сакупљена у један том. 

#### Списак томова
| Бр. | Првобитни датум издања | Првобитни      | Датум издања на српском | на српском        |
| --- | ---------------------- | -------------- | ----------------------- | ----------------- |
| 1   | 10. новембар 2016.     | 979-1127500115 | —                       | 978-86-6106-070-0 |
| 2   | 10. новембар 2016.     | 979-1127500122 |                         |                   |
| 3   | 10. новембар 2016.     | 979-1127500139 |                         |                   |

### Анимирани стрип
Кадрови из манхве су 2021. године анимирани и, уз пратњу музике и гласовних глумаца, емитовани на каналу Anibox.

## Спољашњи извори
- Одељак о стрипу на вебсајту MyAnimeList (језик: енглески)